# Pranzo al Ritz
Pranzo al Ritz (Dinner at the Ritz) è un film britannico del 1937 diretto da Harold D. Schuster.